# Megatrust de Sunda
El megathrust de Sunda es una falla que se extiende aproximadamente a 5.500 km (3300 millas) desde Birmania en el norte, a lo largo del lado suroeste de Sumatra, al sur de Java y Bali antes de terminar cerca de Australia. Se trata de un megathrust, ubicado en un límite de placa convergente donde forma la interfaz entre la placa euroasiática predominante y la placa indoaustraliana subductora. Es una de las estructuras más sismogénicas de la Tierra, siendo responsable de muchos terremotos grandes y gigantes, incluido el terremoto y tsunami del Océano Índico de 2004 que mató a más de 227.000 personas. El megathrust de Sunda se puede dividir en el Megathrust de Andaman, el Megathrust de Sumatra (n) y el Megathrust de Java (n). El segmento Bali - Sumbawa es mucho menos activo y, por lo tanto, no tiene asociado el término megathrust.

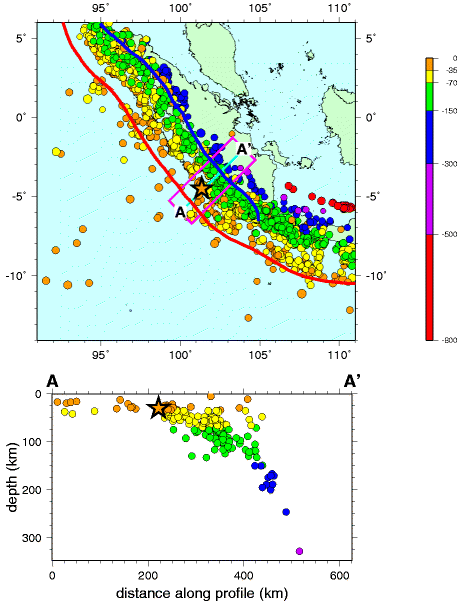
Variación de la sismicidad con la profundidad a través de la zona de subducción de la Fosa de la Sonda, la parte de ángulo bajo es el mega empuje de la Sonda - septiembre de 2007 Terremoto de Sumatra mostrado por una estrella

## Entorno tectónico

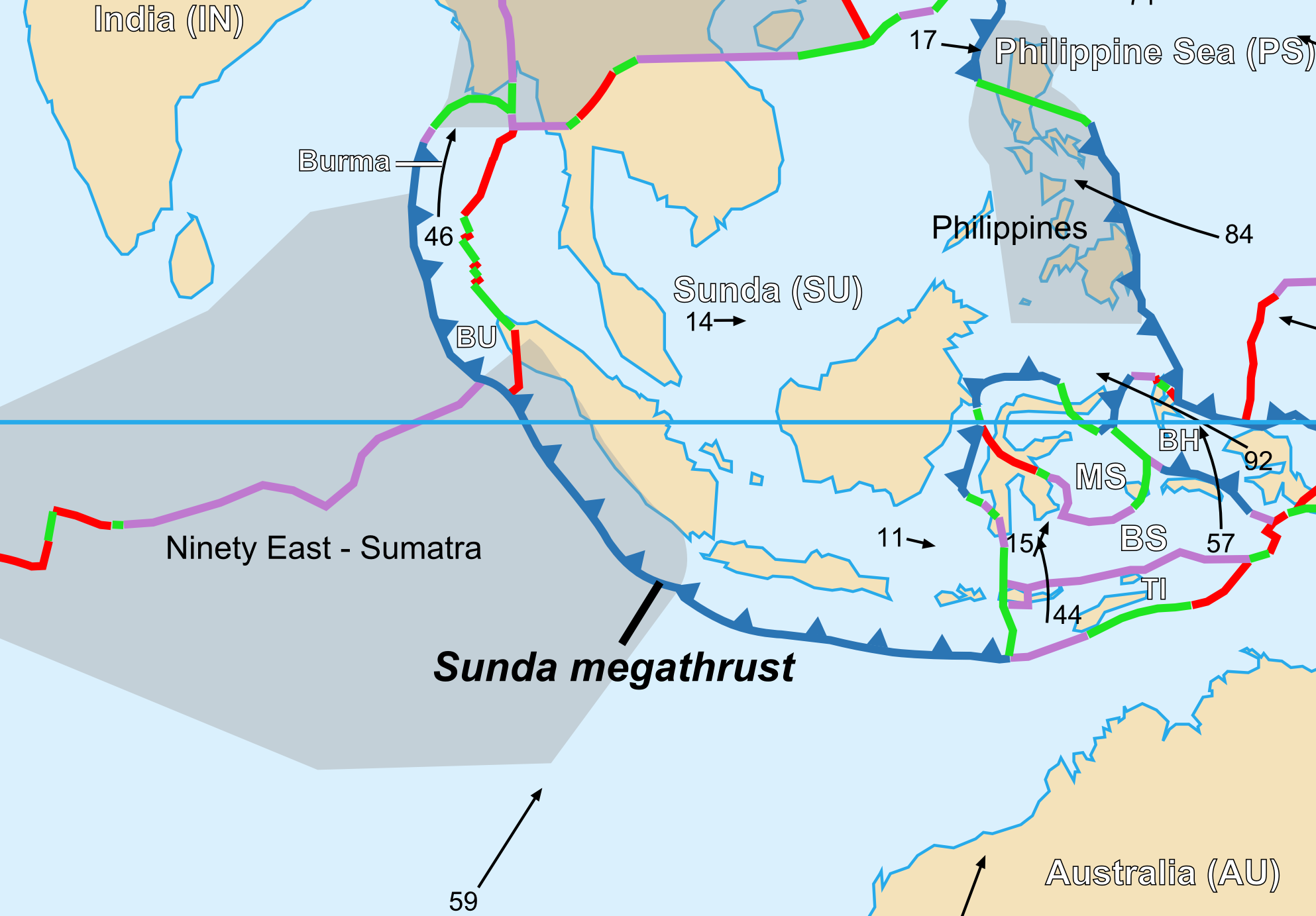
Marco tectónico de placas de Sunda megathrust

La placa de subducción consta de dos protoplacas, las placas india y australiana. Del mismo modo, la placa superior consta de dos microplacas, las placas Sunda y Birmania. El movimiento relativo de las placas subductoras y dominantes varía ligeramente a lo largo del rumbo debido a estas complejidades, pero siempre es fuertemente oblicuo. El componente de deslizamiento de la convergencia oblicua se acomoda por el desplazamiento en la gran falla de Sumatra, mientras que el componente de deslizamiento de la superficie es absorbido por el mega empuje de Sunda.

## Geometría Megathrust
El mega empuje de Sunda es curviplanar, forma un arco en la vista del mapa y, al menos en Sumatra, aumenta la inclinación de 5 ° -7 ° cerca de la trinchera, luego aumenta gradualmente desde 15 ° -20 ° debajo de las islas Mentawai hasta aproximadamente 30 ° debajo de la costa de Sumatra.

## Terremotos

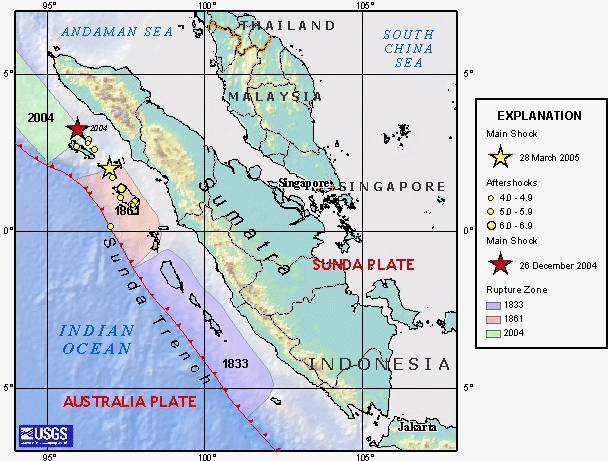
Áreas de ruptura para los terremotos de 1861, 1833 y 2004 y área de la conmoción principal y réplicas para el evento de 2005, que muestran similitud con el terremoto de 1861

En este límite de placa, se producen terremotos a lo largo del mega empuje de Sunda y dentro de las placas subductoras y dominantes. Los terremotos más grandes se generan cuando se rompe el propio megathrust. Los estudios de terremotos recientes e históricos muestran que el mega empuje está segmentado. Los terremotos más grandes ocurren en parches separados a lo largo de la superficie del mega empuje (1797, 1833, 1861, 2004, 2005 y 2007), con eventos más pequeños que ocurren en los límites entre estos parches (1935, 1984, 2000 y 2002). El área de ruptura del evento de 1861 parece ser muy similar a la del evento de 2005, lo que sugiere que puede considerarse como un evento repetido. El evento de 2007 se interpreta como una falla parcial del área de ruptura del evento de 1833.
El terremoto de 2004 rompió un segmento enorme de la superficie del mega empuje. La investigación de la evidencia de eventos previos de este tamaño sugiere que son raros, con dos posibles eventos anteriores que ocurren poco después de 1290-1400 d. C. y 780-990 d. C. El segmento Java-Bali del megathrust no parece estar asociado con grandes terremotos, posiblemente debido principalmente a un deslizamiento asísmico.